# Эдриан Тумс (киноперсонаж)
Э́дриан Тумс (англ. Adrian Toomes) — персонаж медиафраншизы «Кинематографическая вселенная Marvel» (КВМ), основанный на одноимённом суперзлодее Marvel Comics, широко известный под псевдонимом «Стервя́тник» (англ. Vulture). Роль Тумса исполнил Майкл Китон.
По сюжету картины «Человек-паук: Возвращение домой» 2017 года, Эдриан Тумс является бывшим менеджером по демонтажным работам, потерявшим работу из-за Департамент США по ликвидации разрушений, подотчётного Тони Старку. Лишившись источника заработка, Тумс и его люди стали преступниками, специализирующимися на торговле оружием, в частности на инопланетных технологиях Читаури, найденных по окончании Битвы за Нью-Йорк. В результате, Тумс вступает в конфронтацию с Человеком-пауком, обнаружившим его незаконную деятельность. Со временем он раскрывает его как Питера Паркера, ухажёра своей дочери Лиз. Потерпев поражение в бою с ним, Тумс попадает в тюрьму, однако решает не раскрывать тайну личности Паркера в знак признательности за спасение жизни. Через несколько лет Тумс перемещается в альтернативную вселенную из-за испорченного заклинания Доктора Стивена Стрэнджа.
За своё исполнение роли Эдриана Тумса / Стервятника, Китон был удостоен положительных отзывов критиков и фанатов Marvel. Роль Стервятника принесла ему номинацию на премию «Сатурн» как «лучшему актёру второго плана».
По состоянию на 2023 год персонаж появился в двух фильмах: «Человек-паук: Возвращение домой» (2017), входящий в «Кинематографическую вселенную Marvel», и «Морбиус» (2022), входящий во «Вселенную Человека-паука от Sony».

## Создание образа

### Первое появление персонажа
Эдриан Тумс дебютировал в The Amazing Spider-Man #2 (Май, 1963) и был создан Стэном Ли и Стивом Дитко. По словам Дитко, Ли попросил его изобразить крупного злодея, внешне напоминающего актёра Сидни Гринстрита. Вместо этого Дитко нарисовал Стервятника более стройным и истощённым, посчитав, что антагонист должен быть ловким и проворным, а также руководствуясь количеством свободного места на страницах комикса: «чем больше [вещь], тем больше места она занимает на панелях, тем самым сокращая пространство для других персонажей и элементов сюжета».

### Кастинг и исполнение
В апреле 2016 года Майкл Китон вступил в переговоры о том, чтобы сыграть злодея в фильме «Человек-паук: Возвращение домой», однако вскоре после этого был вынужден отказаться от роли из-за конфликта в расписании со съёмками картины «Основатель». Тем не менее, некоторое время спустя он возобновил переговоры о роли благодаря изменениям в графике съёмок нового проекта КВМ и заключил сделку в конце мая. Марк Хэмилл выразил заинтересованность к присоединению к проекту на тот случай, если Китон отклонит предложение, однако последний вовремя передумал. Во время San Diego Comic-Con International 2016 года, Marvel подтвердила участие Китона, а в ноябре 2016 года Кевин Файги объявил, что Китон сыграет Эдриана Тумса / Стервятника.
Ходили слухи о возвращении Китона к роли Тумса в фильме «Человек-паук: Вдали от дома» 2019 года, но после выхода первого трейлера режиссёр Джон Уоттс подтвердил, что Китон не появится в фильме. К своему удивлению, Китон получил приглашение вновь сыграть Стервятника в картине «Морбиус» 2022 года. Во время съёмок создатели фильма пытались объяснить ему причину присутствия его персонажа в сюжете и то, как именно работает мультивселенная, ссылаясь на некоторые сюжетные моменты недавних фильмов Marvel, однако Китон не смог уловить суть концепции.

### Визуальные эффекты
Тумс использует костюм с механическими крыльями, в основе которого лежала технология Читаури. CGI-версия брони, именуемой «Марк-1» создавалась компанией Digital Domain. Некоторые элементы первого костюма Стервятника были переданы Imageworks, тогда как остальные были смоделированы «на основе макета».

### Анализ личности
По мере развития сюжета фильма «Человек-паук: Возвращение домой» Тумс оказывается отцом Лиз, возлюбленной Питера Паркера. Джон Уоттс хотел, чтобы он был «простым парнем», более близким по духу к члену Корпуса Нова Романну Дею в исполнении Джона Си Райли из «Стражей Галактики» 2014 года, чем к другим злодеям КВМ, таким как Танос и Альтрон, повлиявшим на путь Человека-паука, который «вырастает из обычного ребёнка в супергероя». Благодаря этому, Тумс не привлёк внимание Мстителей и выступил именно тем противником, которого Паркер был в состоянии победить в процессе освоения способностей. По словам Китона, Тумс не является однозначным злодеем, поскольку «он обладает некоторыми чертами, при восприятии которых вы заявляете: „А знаете что? Я могу понять его точку зрения“». Сопродюсер Эрик Хаузерман Кэрролл назвал Тумса «тёмным Тони Старком», охарактеризовав его как «бизнесмена с семьёй, который заботится о своём ребёнке… Он не страдает манией величия, намереваясь захватить мир, заменить правительство, победить Мстителей или что-то в этом духе. Он просто хочет воспользоваться шансом на хорошую жизнь». Китон без колебаний согласился сыграть другого персонажа комиксов после того, как исполнил роль Брюса Уэйна / Бэтмена в фильме «Бэтмен» (1989) и его продолжении «Бэтмен возвращается» (1992).

## Биография персонажа

### Криминальная жизнь
В 2012 году, после битвы за Нью-Йорк, Тумс и его подчинённые приступает к демонтажным работам, дабы восстановить улицы города от разрушений, вызванных Мстителями и Читаури. Тем не менее, представители Департамента США по ликвидации разрушений, совместного предприятия федерального правительства и Тони Старка, прекращают бизнес «Bestman Salvage», компании Тумса. Вместе со своими партнёрами, Германом Шульцем, Финесом Мэйсоном, Джексоном Брайсом и Рэнди Вейлом, он открывает незаконный бизнес по торговле оружием, восстанавливая и модернизируя технологию Читаури, которую продают на чёрном рынке. Ко всему прочему, Тумс создаёт костюм, оснащённый крыльями с турбоприводом, а также когтеобразными механизмами на ногах.
Несколько лет спустя, супергерой Человек-паук срывает несколько сделок по продаже технологии Читуаури, а также выходит на след их группировки. Впоследствии, Тумс узнаёт, что под маской Паука скрывается Питер Паркер, ухажёр его дочери Лиз. Во время выпускного бала, он угрожает убить Паркера и его родных, если тот продолжит препятствовать его планам, однако, в знак благодарности за спасение дочери, обещает держать в секрете тайну личности юноши. Несмотря на это, Человек-паук препятствует попытке Тумса захватить самолёт ДПЛР с оружием Мстителей и спасает ему жизнь, когда его костюм выходит из строя, прежде чем Хэппи Хоган и ФБР находят и арестовывают Тумса, в результате чего его жена и дочь Лиз переезжают. Позже, к Тумсу подходит Мак Гарган, интересующийся тайной личности Человека-паука. Тумс заявляет, что не знает, кто скрывается под маской супергероя, в знак признательности Человеку-пауку за спасение их с Лиз жизней.

### Перемещение в другую реальность
В 2024 году, вследствие заклинания Стивена Стрэнджа, благодаря которому весь мир забыл о личности Человека-паука, Тумс переносится в другую вселенную. Не располагая данными о преступлениях Эдриана в его родной реальности, власти освобождают его из тюрьмы. Спустя некоторое время Тумс создаёт новый костюм Стервятника и объединяется с Майклом Морбиусом.

## Критика
За роль Эдриана Тумса Китон был удостоен положительных отзывов критиков и фанатов, в связи с чем, по состоянию на 2017 год, его называли «лучшим злодеем КВМ на данный момент». Screen Rant похвалил мышление и динамику персонажа, отметив, что он «уравновешивает чашу весов для „маленьких людей“ в мире, который всё больше наводняется сверхмощными существами. Его презрение к Тони Старку и ему подобным коренится в убеждении, что сам Старк — лицемер».  В обзоре Stuff говорится, что «какой бы непродолжительной не была его роль, Стервятник остаётся одним из самых интересных антагонистов КВМ». Майк Райан из Uproxx высоко оценил игру Китона в роли Стервятника и назвал твист с раскрытием его родства с возлюбленной главного героя «одной из самых невероятных сцен в КВМ», а Дэвид Эрлих из IndieWire похвалил персонажа за его человечность.
В то же время, рецензируя фильм «Морбиус» для Collider, Эмма Кили посчитала, что «ни один персонаж не имеет веса или глубины».
В 2018 году Vulture поместил Стервятника на 14-е место среди 25 «лучших злодеев фильмов о супергероях», в то время как Collider поставил его на 3-е место в списке «величайших злодеев фильмов о Человеке-пауке» в 2020 году. В списке GamesRadar «50 лучших злодеев кинокомиксов всех времён» Стервятник расположился на 24-м месте. В 2022 году Жаклин Аппельгейт из Comic Book Resources включила Эдриана Тумса в топ 10 лучших злодеев КВМ на 7 место.

### Награды и номинации
| Год  | Награда | Категория                        | Номинант    | Результат | Примечания  |
| ---- | ------- | -------------------------------- | ----------- | --------- | ----------- |
| 2018 | Сатурн  | Лучшему киноактёру второго плана | Майкл Китон | Номинация | [ 4 ] [ 5 ] |